# Tasna Rosario
Tasna Rosario ist eine Minensiedlung im Departamento Potosí im südamerikanischen Anden-Staat Bolivien.

## Lage im Nahraum
Tasna Rosario ist bevölkerungsreichste Gemeinde des Kanton Río Blanco im Municipio Cotagaita in der Provinz Nor Chichas. Die Ortschaft liegt auf einer Höhe von 4292 m am Ostrand des Vulkankegels des Cerro Tasna, der sich mit 5056 m aus dem Höhenzug der Cordillera de Chichas erhebt und reiche Erzvorkommen vor allem an Bismut, Zinn, Wolfram, Kupfer und Gold aufweist.

## Geographie
Tasna Rosario liegt am Südostrand des bolivianischen Altiplano zwischen der Cordillera de Chichas und der südlich anschließenden Cordillera de Lípez. Das Klima in der Region ist ein typisches Tageszeitenklima, bei dem die mittleren Temperaturunterschiede zwischen Tag und Nacht deutlicher ausfallen als zwischen den Jahreszeiten.
Die Jahresdurchschnittstemperatur von Tasna Rosario beträgt 6 °C (siehe Klimadiagramm Tasna Rosario), die Monatswerte schwanken zwischen 2 °C im Juni/Juli und 8 bis 9 °C in den Sommermonaten von November bis März. Der Jahresniederschlag erreicht nur 200 mm, und während sieben Monate lang nahezu kein Niederschlag fällt, reicht – auch auf Grund der Höhenlage – der Sommerniederschlag mit Monatswerten zwischen 20 und 50 mm kaum für nennenswertes Pflanzenwachstum.

## Verkehrsnetz
Tasna Rosario liegt abseits des allgemeinen Straßennetzes Boliviens in einer Entfernung von 323 Straßenkilometern südwestlich von Potosí, der Hauptstadt des Departamentos.
Von Potosí aus führt die überregionale Nationalstraße Ruta 5 in südwestlicher Richtung über 208 Kilometer bis nach Uyuni am Salzsee Salar de Uyuni. Von dort aus führt die 197 Kilometer lange Ruta 21 über Cerdas und Atocha nach Tupiza, wo sie auf die Ruta 14 stößt, die weiter nach Villazón an der Grenze zu Argentinien führt.
In Cerdas zweigt von der Ruta 21 eine unbefestigte Landstraße nach Nordosten ab und erreicht nach 41 Kilometern Tasna Rosario und das nahe gelegene Tasna Buen Retiro.

## Bevölkerung
Die Einwohnerzahl von Tasna Rosario war in den vergangenen beiden Jahrzehnten immer wieder starken Schwankungen unterworfen, in Abhängigkeit von den wirtschaftlichen Erlösen der Minen am Cerro Tasna:
| Jahr | Einwohner | Quelle       |
| ---- | --------- | ------------ |
| 1992 | 1841      | Volkszählung |
| 2001 | 1243      | Volkszählung |
| 2012 | 2309      | Volkszählung |
| 2024 |           | Volkszählung |

Die Bevölkerung der Region gehört vor allem dem indigenen Volk der Quechua an, 96,1 Prozent der Einwohner im Municipio Cotagaita sprechen Quechua.